# Egyptian Army Stadium
Das Egyptian Army Stadium (arabisch ستاد الجيش المصري بالسويس) ist ein Fußballstadion mit Leichtathletikanlage in der ägyptischen Stadt Sues. Es wurde 2009 fertiggestellt. Ursprünglich wurde das Stadion als einer von fünf Austragungsorten für die Fußball-Weltmeisterschaft 2010 geplant, für die sich Ägypten beworben hatte. Benannt war das Mubarak International Stadium nach Muhammad Husni Mubarak, der von 1981 bis 2011 Staatspräsident Ägyptens war. Nach dem Sturz Mubaraks wurde es in Egyptian Army Stadium umbenannt.
Das Stadion bietet 45.000 Sitzplätze. Es war Austragungsort mehrerer Spiele der Junioren-Fußballweltmeisterschaft 2009. 